# IWAミッドサウスハードコア王座
IWAミッドサウスハードコア王座（アイダブリューエーみっどさうすはーどこあおうざ | IWA Mid-South Hardcore Championship ― アイダブリューエー・ミッド・サウス・ハードコア・チャンピオンシップ）は、1999年の4月15日に創設され、2000年の3月4日に消滅するに至った、IWAミッドサウスの認定による王座の一である。

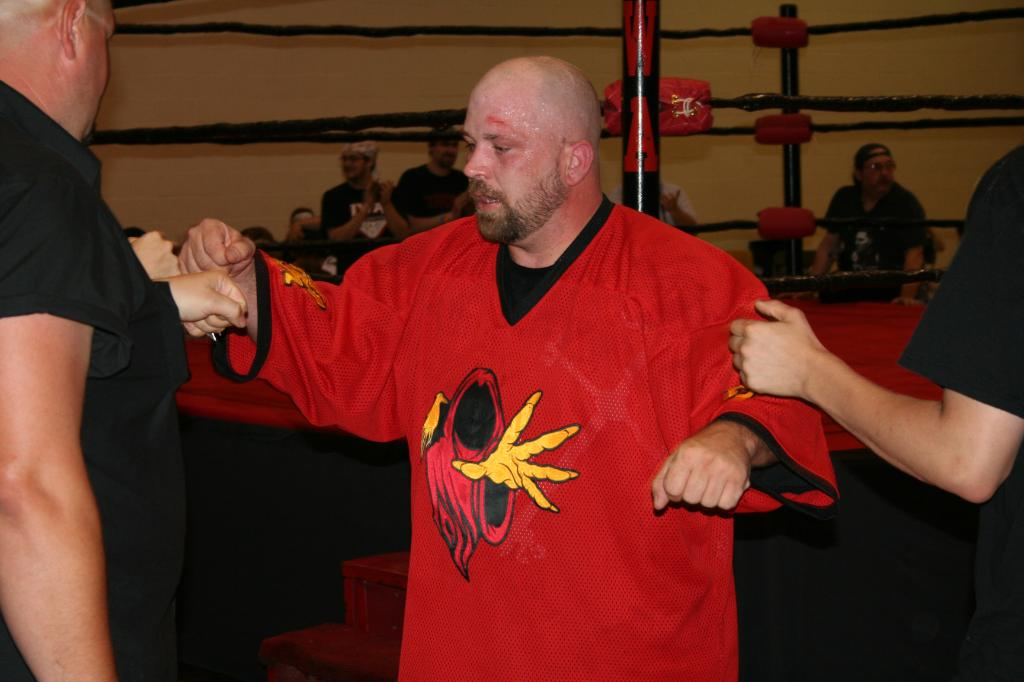
その最多獲得者―かつ最終保持者となるに至った2・タフ・トニー

## 来歴
1999年―米国イリノイ州―『ヒューマン・レッキング・ボール』ことピート・マッデンを破ったマッドマン・ポンドがその初代王座を戴冠。それから2・タフ・トニーとの奪い合いがこの年いっぱいにわたり展開され、その末に2・タフ・トニーの手に渡ったまま2000年を迎えるに至る。
2月9日―『ハウス・オブ・ハードコア』と題されたIWAミッドサウスの興行において、2・タフ・トニーの保持下にあったこの王座の防衛戦の相手となったのは、デリラー・スタアァという名の一人の女子プロレスラーであった。画鋲を用いたデスマッチであったこの一戦が、その挑戦者たるデリラー・スタアァの勝利によって終幕。
そしてそれからおおよそ1ヵ月後の3月4日―『ハウス・オブ・ハードコア』の続編の一としてこの日に催されるに至った『エクストリーム・ヘブン2000』という興行にあって、それまでこの王座を争ってきたマッドマン・ポンドと2・タフ・トニー、そしてこの王座を保持していたデリラー・スタアァという3名が同時にリングに上がり、そこで観客持参の凶器を用いたバトルロイヤル戦を展開。
この『最終戦』の覇者となったのは2・タフ・トニーであった。同時にヘビー級王座との統合が決定されるに至ったこの王座は、その最終保持者を2・タフ・トニーとし、この日をもって消滅した。

## 獲得史
| 獲得者             | 獲得回数 | 獲得日        | 獲得地           |
| ------------------ | -------- | ------------- | ---------------- |
| マッドマン・ポンド | 1        | 1999年4月15日 | セイラム         |
| 2・タフ・トニー    | 1        | 1999年4月29日 | セイラム         |
| マッドマン・ポンド | 2        | 1999年5月14日 | テルシティ       |
| 2・タフ・トニー    | 2        | 1999年5月15日 | ブルーミントン   |
| デリラー・スタアァ | 1        | 2000年2月9日  | チャールズタウン |
| 2・タフ・トニー    | 3        | 2000年3月4日  | チャールズタウン |